# Списак ликова у Силмарилиону

Ово је списак свих ликова који се појављују у делу „Силмарилион“ Џ. Р. Р. Толкина. 

## Божанства
- Илуватар

### Валари
Редослед је направљен по узору на „Валаквенту“.
- Манве
- Улмо
- Ауле
- Ороме
- Мандос
- Лоријен
- Тулкас
- Варда
- Јавана
- Нијена
- Ваире
- Есте
- Вана
- Неса

### А
- Аријена

### Б
- Балрози

### Г
- Гандалф
- Готмог

### Е
- Еонве

### И
- Илмаре

### М
- Мелијана

### О
- Осе

### П
- Плави чаробњаци

### Р
- Радагаст

### С
- Салмар
- Саруман
- Саурон

### Т
- Тилион
- Торондор

### У
- Уинен

## Вилењаци

### А
- Аигнор
- Аирандир
- Амаире
- Амрод
- Амрас
- Анаил
- Ангрод
- Аранве
- Аредела
- Арминас

### Б
- Белег Јаки Лук

### В
- Воронве

### Г
- Галадријела
- Гелмир (1)
- Гелмир (2)
- Гил-галад
- Глорфиндел
- Гуилин
- Гвиндор

### Д
- Даирон
- Денетор

### Е
- Еарвена
- Едрахил
- Ехтелион
- Елемире
- Еленве
- Еол
- Ерелонт

### И
- Идрила
- Индис
- Ингве

### К
- Карантир
- Келеборн
- Келебримбор
- Келегорм
- Кирдан Бродоградитељ
- Куруфин

### Л
- Ленве
- Лутијена Тинувијела

### М
- Маблунг
- Маглор
- Махтан
- Маидрос
- Маиглин
- Миријела

### Н
- Нерданела
- Нимлота

### О
- Олве
- Ородрет

### Р
- Румил

### С
- Саирос

### Т
- Тингол
- Трандуил
- Тургон

### Ф
- Фалатар
- Феанор
- Финарфин
- Финдуилас
- Финголфин
- Фингон
- Финрод Фелагунд
- Финве

## Људи

### А
- Аирин
- Амандил
- Амлах
- Анарион
- Ангрим
- Арагорн
- Аратан
- Араторн
- Ар-Адунакор
- Ар-Гимилзор
- Ар-Фаразон
- Ар-Сакалтор
- Артад

### Б
- Барагунд
- Барахир
- Баран
- Белегунд
- Беор Стари
- Берег
- Берен
- Бор
- Борлах
- Борлад
- Боромир
- Борон
- Бортанд
- Брандир
- Бреголас
- Брегор
- Брода

### В
- Валандил

### Г
- Галдор
- Гилдор
- Гимилкад
- Глирхуин
- Глородела
- Горлим
- Гундор

### Д
- Даируин
- Дагнир
- Дорлас

### Е
- Еарендур (1)
- Еарендур (2)
- Еарнил
- Еарнур
- Ејлинела
- Елендил
- Елендур
- Емелдира

### И
- Имлах
- Инзилбета
- Изилдур

### К
- Кирјон

### Л
- Лалаит
- Линдорије
- Лорган

### М
- Магор
- Менелдил
- Малах
- Марах
- Мардил
- Морвена

### Н
- Нијенора

### О
- Охтар

### Р
- Радруин
- Рагнор
- Ријана

### С
- Силмаријена

### Т
- Тар-Анкалимон
- Тар-Атанамир
- Тар-Елендил
- Тар-Кирјатан
- Тар-Минастир
- Тар-Миријела (Ар-Зимрафел)
- Тар-Палантир
- Телемнар
- Туор
- Турин Турамбар

### У
- Улдор
- Улфанг
- Улфаст
- Улварт
- Уртел

### Ф
- Фуинар

### Х
- Хадор
- Халдад
- Халдан
- Халдар
- Халдир
- Халета
- Халмир
- Хандир
- Харета
- Хаталдир
- Хатол
- Херумор
- Хунтор
- Хуор
- Хурин

## Полувилењаци

### Д
- Диор

### Е
- Еарендил
- Елронд
- Елрос
- Елуред
- Елурин
- Елвинга

## Остали

### А
- Анкалагон (змај)
- Азагал (Патуљак)

### Г
- Глаурунг (змај)

### Д
- Драуглуин (вукодлак)
- Дурин (Патуљак)

### И
- Ибун (Патуљак)

### К
- Кархарот (вук)
- Ким (Патуљак)

### М
- Мелкор, касније назван Моргот
- Мим (Патуљак)

### Н
- Нахар (коњ)

### Р
- Рохалор (коњ)

### Т
- Телхар (Патуљак)
- Турингветил (демон)

### У
- Унголијант (паук)

### Ф
- Фродо (Хобит)

### Х
- Хуан (пас)